# Klinovac
Klinovac (cyr. Клиновац) – wieś w Serbii, w okręgu pczyńskim, w gminie Bujanovac. W 2002 roku liczyła 539 mieszkańców.